# قاطنة سطح البحر الكابسوسيفونية
قاطنة سطح البحر الكابسوسيفونية (الاسم العلمي: Aequorivita capsosiphonis) هي نوع من البكتيريا، سلبية الغرام، تتبع جنس قاطنة سطح البحر.